# Digital Visual Interface

DVIコネクタ

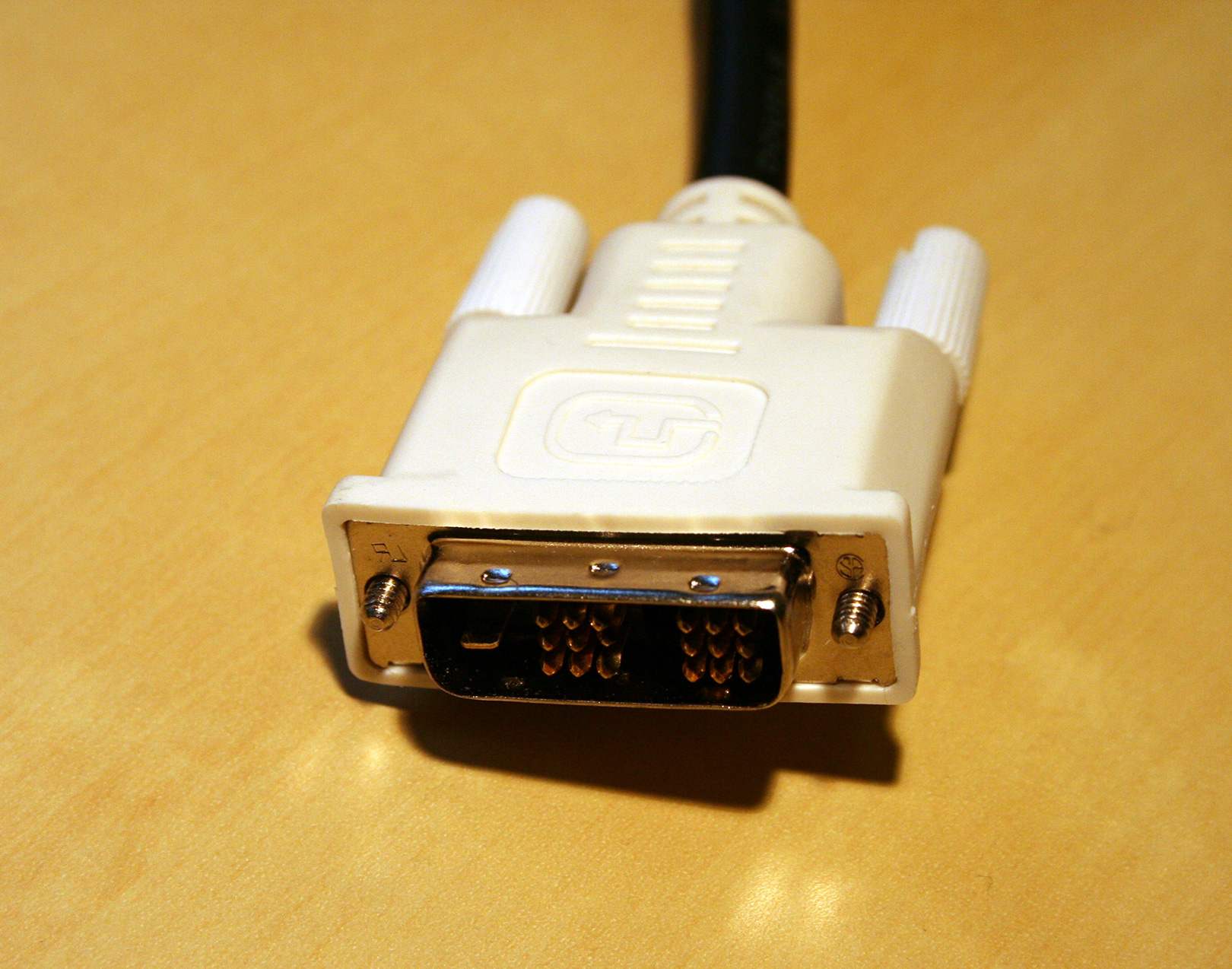
DVI-Dオスプラグ（シングルリンク）

Digital Visual Interface（デジタル・ビジュアル・インターフェース、DVI〈ディー・ブイ・アイ〉）は、ディスプレイ装置（液晶ディスプレイやプロジェクタなど）における、映像入出力インタフェースの標準規格である。HDMIは、DVIと部分的に互換性がある。
DVIは、シリアルインターフェイスの一種であり、ディスプレイに無圧縮のデジタルビデオデータを送ることにより、完全にノイズレスでドットバイドットとなる表示を可能にしている。
アナログVGAからの移行が想定されていたため、DVI規格のコネクタを通してVGAの映像信号を扱うことができるよう設計されているが、兼用できるかどうかは機器によって異なり、対応状況に応じてコネクタの形状も異なっている場合があるため、ケーブルの使いまわし等においては注意が必要である。DVIは、4Kや8Kには対応していない。

## 規格化の背景
DVIは、Digital Display Working Group (DDWG) という、産業界のコンソーシアムによって開発され、当時のディスプレイ装置の性能を最大限活かすよう設計された。
DVIは、各ピクセルの輝度をバイナリデータとして送信する。ディスプレイはそれぞれの値を読み取って、適切なピクセルに輝度を適用する。この方式では、ソースのデバイスの出力バッファ（代表的にはビデオカード上のVRAM）にあるそれぞれのピクセルの輝度情報と、ディスプレイデバイス内の1つのピクセルが直接対応するため、アナログ信号で起こるような、隣接するピクセルによる影響（電気的ノイズや信号のひずみ）を受けることがない。

### アナログ映像信号の弱点
アナログVGA（VGA端子）のような以前の規格は、出力先としてCRTを想定して設計されており、出力電圧を変化させることにより、画面の明るさを表現していた。この信号は、電子ビームがスクリーンを横切って動く際に、ビームの強さを変えるために使われる。
しかし、VGAのようなアナログ信号をLCDのようなデジタルディスプレイに入力すると、信号をデジタイズする際に、サンプリングにおいて歪みが生じる。また、環境によってはクロストークが発生する場合もある。

## 技術概要
DVIで用いられているデータフォーマットは、半導体製品メーカーであるSillicon Image社が提唱したPanelLinkというシリアル通信フォーマットを元にしている。PanelLinkを元にTransition Minimized Differential Signaling (TMDS) として標準化された規格が既にあり、これがDVI規格に内包された。伝送路は4つのツイストペアケーブル（赤、緑、青、クロック）で構成され、1ピクセル当たり24ビット（フルカラー）を伝送する。この伝送路をTMDSリンクと言う。 信号タイミングはアナログ映像信号の垂直同期および水平同期とほとんど正確に合うようになっている。デジタル映像データは、アナログ映像信号の同期タイミングを模して、ライン間やフレーム間の帰線消去期間を含めてラインごとに送信され、パケット化は行われない。DVIはデータ圧縮（例えば変更された画像の部分のみを送るなど）をせず、フレームを構成するデータは常に全量送信される。このTMDSリンクを単一で用いる方式をシングルリンクという。
DVI仕様では、シングルリンクにおけるピクセルクロック周波数の最大値は165メガヘルツである。この制限から、垂直同期周波数60ヘルツの場合の最大解像度は2.6メガピクセルとなる。WUXGAの解像度はこの制限に収まるので伝送できるが、QXGAの解像度やWUXGAでも垂直同期周波数を60ヘルツより上げた場合には制限を超え伝送できない。それゆえ、広大な高解像度表示と多様な垂直同期周波数に対応するためにDVIコネクタは、2つ目のTMDSリンクを用意している。シングルリンクよりも伝送帯域が必要なときは、2番目のTMDSリンクを有効にする。そしてそれぞれのTMDSリンクで交互にピクセルデータを送信する。これをデュアルリンクモードという。デュアルリンクモードを使う場合、シングルリンク時のピクセルクロック周波数制限は取り払われ、それぞれのTMDSリンクのピクセルクロック周波数は165メガヘルツを超えてもよい。そのためデュアルリンクモードでの総合的なピクセルクロック周波数は、シングルリンクのピクセルクロック周波数最大値165メガヘルツを2倍した330メガヘルツよりも、高くすることができる。
DVI仕様は「ピクセルクロック周波数が165メガヘルツに達しないディスプレイモードはすべてシングルリンクモードを使い、それ以上のディスプレイモードはデュアルリンクモードを使わなければならない」とも規定しており、ピクセルクロック周波数165メガヘルツ未満（リンクあたり82.5メガヘルツ未満）でデュアルリンクモードを使うことを禁じている。
2番目のリンクは、上述した高解像度表示のほか、1ピクセルあたり24ビット以上（48ビットディープカラーなど）を必要とする場合にも使われる。この場合、LSBからピクセルデータが転送される。
最終期のアナログVGAコネクタと同様に、DVIコネクタにはDisplay Data Channel バージョン2 (DDC 2) のピンがあり、これによりグラフィックアダプタがディスプレイのExtended Display Identification Data (EDID) を読み取ることができる。

## コネクタ

DVIコネクタピン（挿入面から見た図）

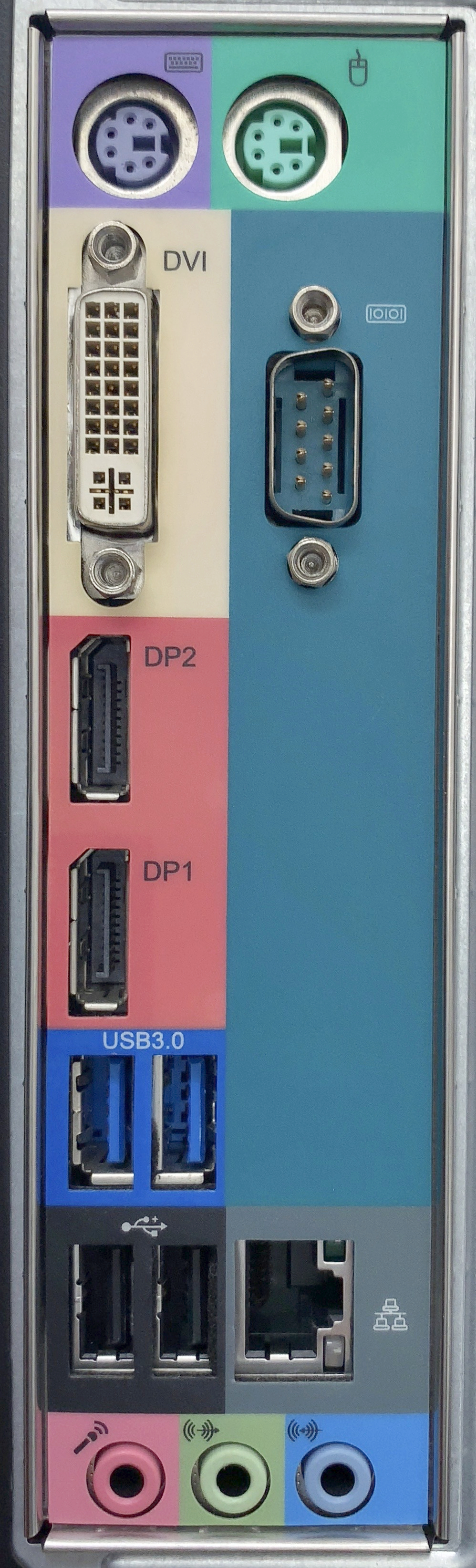
DVI-I端子を装備したPCのバックパネルの一例

DVIコネクタは普通DVI専用のデジタル映像信号を通すためのピンが含まれている。デュアルリンクシステムの場合は、データ信号線の2番目のセットに追加のピンを用いる。
DVIコネクタはVGA標準で使用されている古いアナログ信号も通すピンも併せ持っている。この特長は、DVIを普及させるための互換機能として規格に含まれた。ディスプレイタイプの変遷過程においてアナログ方式かデジタル方式かにかかわらず、同じコネクタ経由で映像信号を扱うことができた。
デバイスにあるDVIコネクタは実装されている信号線によって3つの名前がある。
- DVI-D（デジタル専用）
- DVI-A（アナログ専用）
- DVI-I（Integrated, デジタルおよびアナログ兼用）

規格ではコネクタに広帯域伝送のための2番目のデータリンクを規定しているが、その性能に満たないすなわち2番目のデータリンクを要さないデバイスのほとんどは、コストダウンのためにこれを実装はしていない。ただしコネクタの接続互換性を上げる目的で、内部結線はされていないもののコネクタ自体は2番目のデータリンクピンを持つものを採用する機器が存在し外観上の区別を難しくしている。そのためそれら機器とを区別するために、2番目のリンクを正しく実装しているコネクタは、しばしばDVI-DL（デュアルリンク）と通称されている。なおこの通称はアナログ信号路の並装有無を表してはいない。同様に、DVIケーブルの多くも2番目のリンク（伝送路すなわち内部結線）を実装していないが、これを実装しているケーブルは、そうではないシングルリンクケーブルと区別するためにデュアルリンクケーブルと呼ばれることがある。
DVI-Iコネクタにある長くて平たいピン（ピン番号はC5）はAnalog Ground に用いられる。このピンはDVI-Dコネクタにある同じピンよりも幅広い。そのため、仮にDVI-Iオスコネクタから4つのアナログピンを取り除いてもDVI-Dメスコネクタに接続することはできない。
DVI/HDCP
いくつかの新しいDVDプレーヤーやTVシステム（HDTVを含む）、ビデオプロジェクターはDVI/HDCPコネクタを持っている。これらはDVIコネクタと物理的には同じであるが、著作権保護のためにHDCPプロトコルを用いて信号を暗号化して伝送している。DVIビデオコネクタを持つコンピュータはディスプレイとして多くのDVI付HDTVを使うことができる。

Mini-DVI
（ラップトップコンピュータのように）サイズに制限がある場合は、フルサイズDVI端子の代わりにMini-DVI端子が時々見受けられる。

## 仕様
- ケーブル長: 最大5m

### デジタル
- シングルリンクモード時の最小ピクセルクロック周波数: 21.76MHz
- シングルリンクモード時の最大ピクセルクロック周波数: 165MHz (3.7Gbit/s)
- デュアルリンクモード時の最小ピクセルクロック周波数: 165MHz超 (3.7Gbit/s超)
- デュアルリンクモード時の最大ピクセルクロック周波数: 規定なし（高速伝送の品質は、ケーブル伝送特性を含む各機器の性能に依存する）
- 1クロック当たりのピクセル数: 1 (シングルリンク)、2 (デュアルリンク)
- 1ピクセル当たりのビット数: 24 (シングルリンク、デュアルリンク)、48 (デュアルリンク)
- ディスプレイモードの例（シングルリンク）
  - HDTV (1920 × 1080) @ 60Hz + 5% LCD blanking(131MHz)
  - UXGA (1600 × 1200) @ 60Hz + 5% GTF blanking(161MHz)
  - WUXGA (1920 × 1200) @ 60Hz(154MHz)
  - SXGA (1280 × 1024) @ 85Hz + 5% GTF blanking(159MHz)
- ディスプレイモードの例（デュアルリンク）
  - QXGA (2048 × 1536) @ 75Hz + GTF blanking(2 × 170MHz = 340MHz)
  - HDTV (1920 × 1080) @ 85Hz + GTF blanking(2 × 126MHz = 252MHz)
  - WQXGA (2560 × 1600) @ 60Hz + GTF blanking(2 × 174MHz = 348MHz) - 市販ディスプレイの例として 30" LCD Dell、Apple、Samsung
  - WQUXGA (3840 × 2400) @ 33Hz + GTF blanking(2 × 159MHz = 318MHz)

GTF (Generalized Timing Formula) はVESA標準であり、Linuxのgtfユーティリティツールで簡単に計算できる。
4K解像度である2160p (3840 × 2160) @ 60Hzにはデュアルリンクでも帯域不足で対応しておらず、初期の4KディスプレイにはDVI-DLを複数本接続することで必要帯域を確保しているものもあったが、その後はDisplayPort（1.2以上）やHDMI（2.0以上）などでの接続が一般的である。

### アナログ
- RGB帯域上限: -3dBまで減衰を許容した場合に400MHzまで確保

### コネクタ
ピン番号(ソケットを見た側から)
| ピン | 名称                   | 機能                                     |
| ---- | ---------------------- | ---------------------------------------- |
| 1    | TMDS Data 2-           | Digital red - (Link 1)                   |
| 2    | TMDS Data 2+           | Digital red + (Link 1)                   |
| 3    | TMDS Data 2/4 shield   |                                          |
| 4    | TMDS Data 4-           | Digital green - (Link 2)                 |
| 5    | TMDS Data 4+           | Digital green + (Link 2)                 |
| 6    | DDC clock              |                                          |
| 7    | DDC data               |                                          |
| 8    | Analog Vertical Sync   |                                          |
| 9    | TMDS Data 1-           | Digital green - (Link 1)                 |
| 10   | TMDS Data 1+           | Digital green + (Link 1)                 |
| 11   | TMDS Data 1/3 shield   |                                          |
| 12   | TMDS Data 3-           | Digital blue - (Link 2)                  |
| 13   | TMDS Data 3+           | Digital blue + (Link 2)                  |
| 14   | +5V                    | Power for monitor when in standby        |
| 15   | Ground                 | Return for pin 14 and analog sync        |
| 16   | Hot Plug Detect        |                                          |
| 17   | TMDS data 0-           | Digital blue - (Link 1) and digital sync |
| 18   | TMDS data 0+           | Digital blue + (Link 1) and digital sync |
| 19   | TMDS data 0/5 shield   |                                          |
| 20   | TMDS data 5-           | Digital red - (Link 2)                   |
| 21   | TMDS data 5+           | Digital red + (Link 2)                   |
| 22   | TMDS clock shield      |                                          |
| 23   | TMDS clock+            | Digital clock + (Links 1 and 2)          |
| 24   | TMDS clock-            | Digital clock - (Links 1 and 2)          |
| C1   | Analog Red             |                                          |
| C2   | Analog Green           |                                          |
| C3   | Analog Blue            |                                          |
| C4   | Analog Horizontal Sync |                                          |
| C5   | Analog Ground          | Return for R, G and B signals            |

## DVIとHDMIの互換性
HDMIはDVIを基にしたデジタル映像・音声用の新しい規格で、AV機器用に機能が付加されている。基本的なデジタル映像信号については共通であり、DVI-HDMI変換ケーブルなどで相互に接続可能であるが、いくつかの違いもある。
- HDMIはアナログRGBをサポートしない。信号線もなくなっている。
- フルHDを超える高解像度への対応は、DVIが信号線を増やしたデュアルリンク、HDMIは(デュアルリンク仕様の採用例が一切ないという状況を経て)シングルリンクのままでの規格のアップデートによる高速化と、方向性が分かれたため互換性はなくなった。
  - HDMIはタイプBコネクタ（2015年現在商品化されていない）を除き、デュアルリンクをサポートしない。
    - 一部商品にHDMI（一般的なAコネクタ） - DVI デュアルリンク変換ケーブルがあるが、実際の結線はシングルリンクのみであるので注意を要する。デュアルリンクの結線には必ずHDMI Bコネクタを要する。

  - DVIのシングルリンクはHDMI 1.3以降（340MHz・10.2Gbps）および2.0以降の高速伝送（600MHz・18Gbps）に未対応。
- DVIはデジタル音声重畳に未対応。

HDMIのみで規格化されているデジタル音声重畳などは、DVI信号を扱う機器ではサポートされない。なお規格外製品の中には、DVI端子からHDMI信号を出力してデジタル音声を内包させているものや、DVI入力コネクタではあるがHDMI規格に基づくデジタル音声信号を受け入れる機器もある。

## 競合規格
DVIは同じコネクタでアナログとデジタル伝送を選択できる規格としては唯一、広く普及した標準である。競合する標準はもっぱらデジタルのみである。これらのシステムはLow voltage differential signaling (LVDS) を使用していて、FPD (for Flat-Panel Display) LinkやFLATLINKと独自に呼ばれるものとして知られていた。その後継が、LVDS Display Interface (LDI) やOpenLDIである。
USB信号はコネクタの中に入っていないので、InFocus社が彼らのプロジェクタシステムに搭載したVESA M1-DAコネクタの中に入れた。そして、Apple Computerによって2005年までApple Display Connectorとして使われた。VESA M1コネクタは本質的にVESA Plug & Display (P&D) である。それ自身は元々Enhanced Video Connector (EVC) と呼ばれていた。Apple Display Connectorは電気的にVESA P&D/M1と互換性があるが、物理的にはコネクタのカバーの形が異なる。

## 規格違反
ソーテック社製液晶ディスプレイ「L15ASK1D」は、モニター接続用コネクタで液晶自体の電源供給も行うDVIの規格を逸脱した仕様になっており、通常のDVI対応機器と接続すると破損する危険があるため、多くの非難を浴びた。